# Гари Бота
Гари Бота (енгл. Gary Botha; 12. октобар 1981) бивши је јужноафрички рагбиста који је са "спрингбоксима" освојио светско првенство 2007., одржано у Француској. Велики део професионалне каријере је провео у Булсима. У најјачој лиги на свету играо је још и за Шарксе, у премијершипу је играо за Харлеквинсе, а у француској лиги за Тулуз где је и завршио играчку каријеру. Са Булсима је у 2 наврата освојио најјачу лигу на свету (2007, 2010). Са Блу булсима је у 4 наврата освајао Кари куп. Са младом репрезентацијом ЈАР освојио је светско првенство за играче до 21 годину 2002. За сениорску репрезентацију ЈАР је дебитовао 2005., у мечу против Аустралије. Био је део "спрингбокса" када су 2007., освојили титулу првака Света. Поред рагбија 15, играо је и рагби 13 за Саут африкен рајносе.